# Dryolimnas augusti
El rascón de Reunión (Dryolimnas augusti) es una especie extinta de ave gruiforme de la familia Rallidae endémica de las islas Mascareñas, en el departamento ultramarino francés de Reunión en el Índico.
Los restos fósiles del rascón de Reunión fueron descubiertos en 1996 en la Caverna de la Tortuga de la isla Reunión y fueron descritos científicamente en 1999. Entre el material encontrado se incluyen dos huesos tarsometatarsos completos, cinco vértebras, un sacro, un coracoides, dos húmeros, un cúbito, tres fémures, diez falanges del pie y un fragmento de la parte izquierda de la mandíbula. 
La apariencia de los huesos indica que el rascón de reunión estaba próximamente emparentado con el rascón de Cuvier y el rascón de Aldabra. Su largo y robusto tarsometatarso muestra que podría tratarse del miembro conocido más grande del género Dryolimnas. 
Podría haber un registro histórico de esta especie. Sieur Dubois en el informe de su viaje de 1674 titulado “Les voyages faits par le sievr D.B. aux isles Dauphine ou Madagascar, & Bourbon, ou Mascarenne, és années 1669, 70, 71, & 72: dans laquelle il est curieusement traité du cap Vert de la ville de Surate des isles de Sainte Helene, ou de l'Ascension: ensemble les moeurs, religions, forces, gouvernemens & coûtumes des habitans desdites isles, avec l'histoire naturelle du païs. Paris : Chez Claude Barbin“ menciona un ave que llama «Râle des Bois» (rascón de los bosques). La especie no se confunde con el calamón de Reunión porque también se refiere a ella en el informe como «Oiseau Bleu» (ave azul). Se ha descrito al calamón de Reunión tan grande como el ibis de Reunión, mientras que el rascón de Reunión alcanzaría aproximadamente el tamaño de la gallineta común. El rascón de Reunión probablemente no volaba porque la proporción de los huesos de las alas en comparación con los de las partas es similar a la del rascón de Aldabra que no volaba. 
Como el registro de Dubois es la única referencia histórica del rascón de Reunión posiblemente se extinguió a finales del siglo XVII.